# Caria mantinea
Caria mantinea is een vlindersoort uit de familie van de prachtvlinders (Riodinidae), onderfamilie Riodininae.
Caria mantinea werd in 1861 beschreven door C. & R. Felder.
Naast de nominale ondersoort onderscheidt men de ondersoort Caria mantinea lampeto (Godman & Salvin, 1886).